# Maurice Cardon
Pour les articles homonymes, voir Cardon (homonymie).
Maurice Cardon né le 5 juillet 1925 à Bachant (Nord) et mort le 17 mai 2002 à Fontenay-sous-Bois (Val-de-Marne) est un sculpteur français.

## Biographie
Aîné d'une famille comptant sept enfants, Maurice Cardon commence des études en 1939 aux Beaux-Arts du Havre, interrompues par la Seconde Guerre mondiale.
Après avoir exercé plusieurs métiers, il devient métallurgiste dans une usine d'aéronautique où il apprend le travail de la forge. Il s'oriente alors vers la sculpture sur métal. Il expose à partir de 1967.
Il est inhumé au cimetière de Fontenay-sous-Bois.

## Œuvres
Ses œuvres sont acquises par plusieurs villes de la région parisienne, le musée de Stalingrad, le Portugal, l'Italie. Plusieurs sont visibles à Fontenay-sous-bois, notamment, les Rescapés du Mémorial de la Liberté, le buste de Jacques Brel, Héloïse ou… la Fille des Trois-Rivières, le Grand Coq, le portail du parc des Epivans.

## Expositions
- Une exposition hommage intitulée Maurice Cardon… dix ans après, retraçant son parcours et son œuvre s'est tenue du 7 au 15 septembre 2012 à Fontenay-sous-Bois[3],[4].